# Base aérea de Faßberg

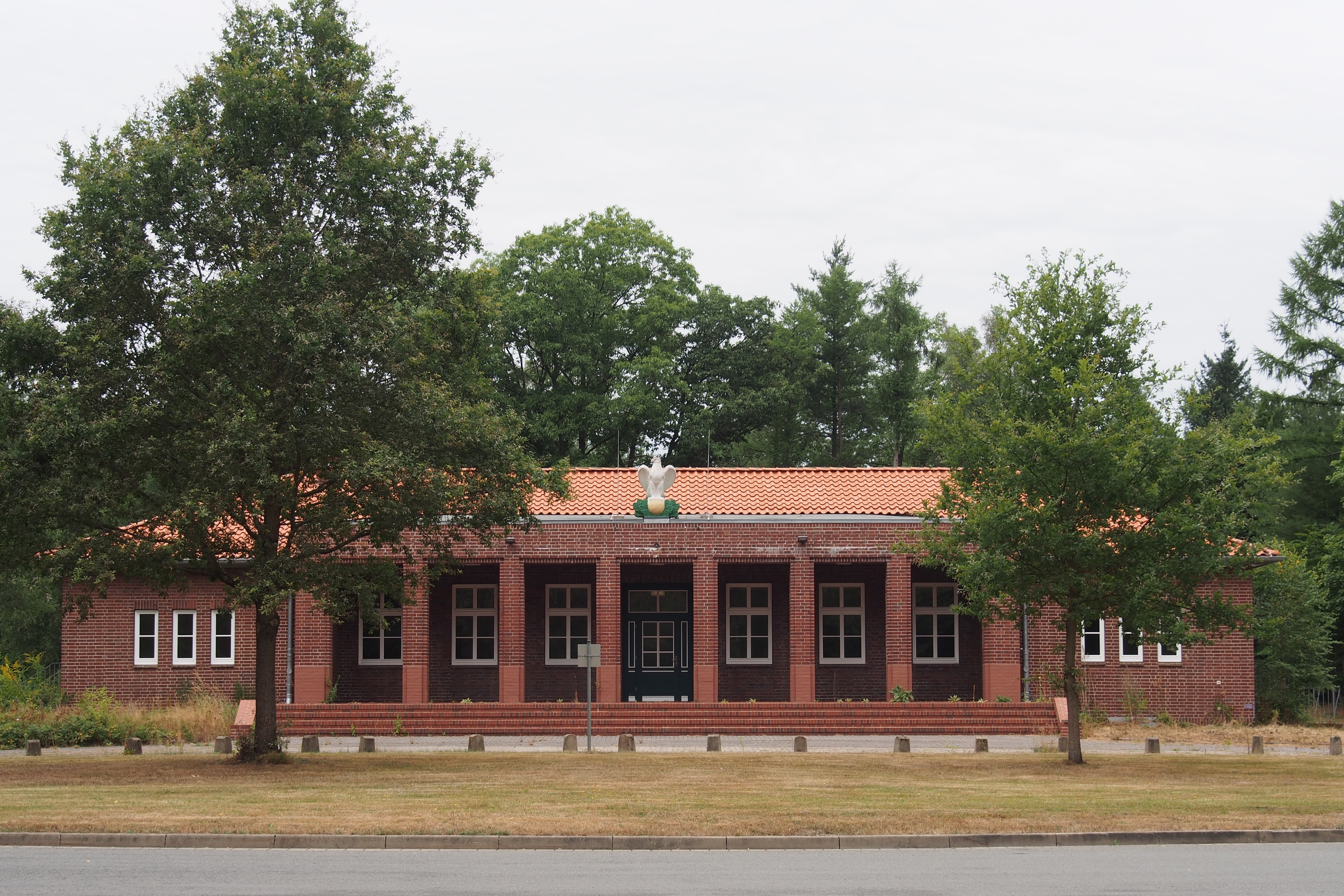
Antiga porta de entrada da base.

A Base aérea de Faßberg (em alemão: Heeresflugplatz Faßberg) (ICAO: ETHS) é uma base aérea conjunta do Exército Alemão e da Força Aérea Alemã. Localizado a 2 quilómetros a nordeste de Faßberg, é a casa do Transporthubschrauberregiment 10.
Criado em 1934, numa altura em que a Alemanha ainda cumpria o Tratado de Versalhes, toda a sua estrutura estava visionada para servir uma futura força aérea ainda por criar. Entre 1934 e 1945, várias unidades da Luftwaffe passaram pela base, voando uma série de aeronaves como o Junkers Ju 52, o Junkers Ju 88 e o Heinkel He 111, e na fase final da guerra, aeronaves como o Messerschmitt Me 163 e o Messerschmitt Me 262.
Em Abril de 1945 a base aérea foi capturada pelo Exército Britânico e, consequentemente, usado pela Real Força Aérea. Foi rebatizado Airfield B 152 e, mais tarde, RAF Fassberg. Durante o bloqueio de Berlim, esta base teve um importante papel no abastecimento da cidade.
Depois da fundação da Bundeswehr em 1955, e consequente renascimento da Força Aérea Alemã, esta base foi devolvida às forças alemãs no dia 1 de Janeiro de 1957. Foi a casa da Escola Técnica da Força Aérea Alemã. Durante 15 anos, foi também a casa de um centro de treino de pilotagem de helicópteros. Actualmente, é o quartel-general do Regimento N.º 10 de Transporte de Helicóptero (Transporthubschrauberregiment 10).